# Friedrich von Moltke (Politiker)

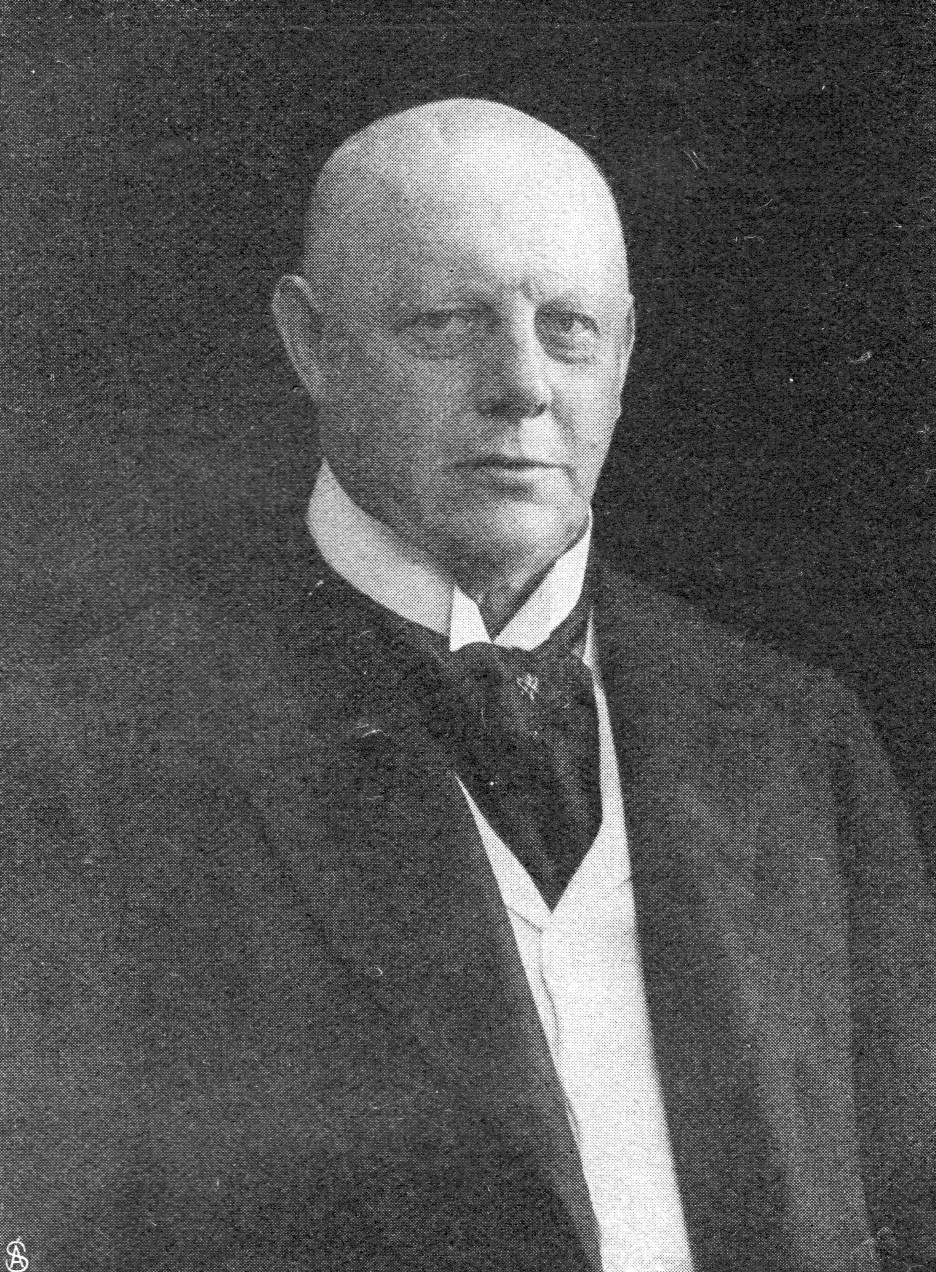
Friedrich von Moltke

Friedrich Ludwig Elisa von Moltke (* 1. Mai 1852 auf Schloss Rantzau, Barmstedt; † 10. Dezember 1927 auf Gut Klein Bresa, Landkreis Strehlen, Provinz Niederschlesien) war ein preußischer Staats- und Innenminister.

## Familie
Friedrich von Moltke entstammte altem mecklenburgischen Adel und war der Sohn des königlich preußischen Landrats Adolf von Moltke und der Adolfine Doris Auguste von Krohn (* 1813). Er heiratete am 27. März 1883 Julie Zuckschwerdt (* 26. September 1862 in Magdeburg; † 14. Januar 1943 in Breslau), die Tochter des Bankiers Hermann Zuckschwerdt und der Ernestine Koch. Aus dieser Ehe stammt als Sohn der spätere deutsche Botschafter Hans-Adolf von Moltke (1884–1943). Sein Bruder war der königlich preußische Generaloberst und Chef des Generalstabs Helmuth Johannes Ludwig von Moltke (1848–1916).

## Leben
Moltke war Gutsherr auf Klein-Bresa. Bis zum Abitur Ostern 1873 besuchte er das Katharineum zu Lübeck. Er studierte Rechtswissenschaft an der Kaiser-Wilhelms-Universität und wurde 1874 Mitglied des Corps Rhenania Straßburg. 1877 ging er als Referendar zum Kammergericht. Seit 1882 Regierungsassessor im oberschlesischen Oppeln, wurde er 1885 Landrat des Kreises Tost-Gleiwitz. 1890 kam er als Regierungsrat in das Preußische Kultusministerium, wo er 1893 Geheimer Regierungsrat und Vortragender Rat sowie Justitiar wurde. Seit 1897 Geheimer Oberregierungsrat, wurde Moltke 1898 Regierungspräsident im Regierungsbezirk Oppeln und 1900 im Regierungsbezirk Potsdam. 1903 wurde er Oberpräsident in der Provinz Ostpreußen. Von Juni 1907 bis Juni 1910 war Moltke preußischer Innenminister. Von August 1914 bis 1918, über den ganzen Ersten Weltkrieg, war er Oberpräsident der Provinz Schleswig-Holstein. Von 1913 bis zum Ende des Königreichs Preußen 1918 gehörte er dem Preußischen Herrenhaus an. Friedrich von Moltke saß im Senat der Preußischen Akademie der Künste und Rechtsritter des Johanniterordens.
Wilhelm Filchner benannte 1912 während der Zweiten Deutschen Antarktisexpedition eine Gruppe von eisfreien Felskliffs in der Antarktis Moltke-Nunataks zu Ehren von Friedrich und seinem Bruder Helmuth Johannes Ludwig von Moltke.

## Siehe auch

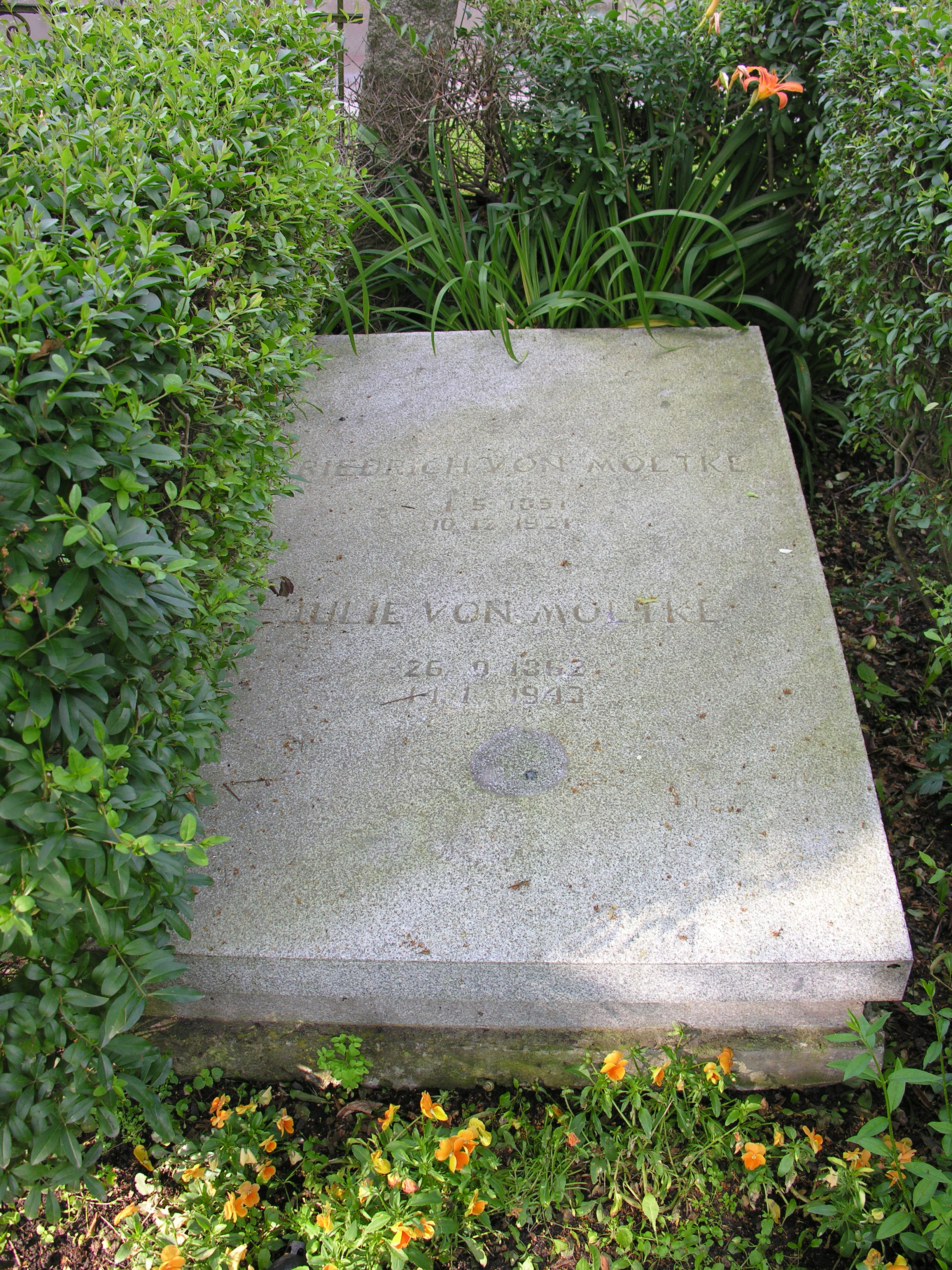
Grab von Friedrich von Moltke und seiner Frau auf dem Friedhof in Markt Bohrau